# Pilaria rubella
Pilaria rubella är en tvåvingeart som beskrevs av Alexander 1926. Pilaria rubella ingår i släktet Pilaria och familjen småharkrankar. Inga underarter finns listade i Catalogue of Life.